# 王绚
王绚（1962年4月—），女，河北宁晋人，中华人民共和国政治人物，现任中国民主同盟中央委员会常务委员、青海省委员会主任委员，青海省政协副主席，第十三届全国政协委员。